# Andrzej Bogacz
Andrzej Wiesław Bogacz (ur. 18 listopada 1897 w Jodłowniku, zm. 6 lutego 1962 w Dundee) – pułkownik piechoty Polskich Sił Zbrojnych, kawaler Orderu Virtuti Militari.

## Życiorys
Andrzej Wiesław Bogacz urodził się 18 listopada 1897 w Jodłowniku, w rodzinie Andrzeja i Agnieszki z Wójtowiczów. Należał do XIV Polskiej Drużyny Strzeleckiej, 18 czerwca 1914 awansowany do stopnia podchorążego PDS. Po wybuchu I wojny światowej od sierpnia 1914 służył w Legionach Polskich. W szeregach 16 kompanii 2 pułku piechoty uczestniczył w kampanii karpackiej, następnie w 11 kompanii, dwa razy był ranny w czerwcu i sierpniu 1915 pod Dubniakami. W randze sierżanta w grudniu 1915 został mianowany aspirantem oficerskim. 1 kwietnia 1916 został chorążym. Na początku 1917 przydzielony do Krajowego Inspektoratu Zaciągu, wkrótce odkomenderowany do Inspektoratu Zaciągu w Siedlcach. Po kryzysie przysięgowym trafił do Polskiego Korpusu Posiłkowego.
Jako podporucznik byłego Polskiego Korpusu Posiłkowego reskryptem Rady Regencyjnej z 31 października 1918 roku został przydzielony do podległego jej Wojska Polskiego z zatwierdzeniem posiadanego stopnia. 3 maja 1922 roku został zweryfikowany w stopniu kapitana ze starszeństwem z dniem 1 czerwca 1919 roku i 499. lokatą w korpusie oficerów piechoty. Od 1923 był dowódcą II batalionu 2 pułku Strzelców Podhalańskich w Sanoku. 1 grudnia 1924 roku awansował na majora ze starszeństwem z dniem 15 sierpnia 1924 roku i 151. lokatą w korpusie oficerów piechoty. 26 kwietnia 1928 roku został przesunięty ze stanowiska dowódcy II baonu na stanowisko kwatermistrza pułku. Uprawiał piłkę nożną w zespole piłkarskim „Podhalanie” działającym przy jednostce wojskowej, w barwach którego grał na pozycji napastnika. W 1929 roku był jednym z założycieli sanockiego koła Polskiego Towarzystwa Tatrzańskiego. 31 marca 1930 roku został przeniesiony do Korpusu Ochrony Pogranicza na stanowisko dowódcy 11 batalionu KOP „Ostróg”. 14 grudnia 1931 roku został awansowany na podpułkownika ze starszeństwem z dniem 1 stycznia 1932 roku i 13. lokatą w korpusie oficerów piechoty. Z dniem 15 marca 1932 roku został przeniesiony z KOP do 83 pułku Strzelców Poleskich w Kobryniu na stanowisko zastępcy dowódcy pułku. Od 28 listopada 1938 roku do września 1939 był dowódcą pułku KOP „Snów”.
W czasie kampanii wrześniowej 1939 roku dowodził rezerwowym 96 pułkiem piechoty, na czele którego walczył w rejonie Dobromila, Sądowej Wiszni i w Lasach Janowskich oraz podczas próby przebicia się do Lwowa. 21 września 1939 roku w rejonie Lwowa dostał się do niewoli niemieckiej, z której zbiegł i przedostał się do Francji.
W 1940 roku był dowódcą 7 pułku piechoty. W czerwcu 1940 roku, po klęsce Francji, przedostał się do Wielkiej Brytanii. 29 października 1943 roku Naczelny Wódz zatwierdził go na stanowisku dowódcy 1 Brygady Grenadierów. Wiosną 1945 roku, w stopniu pułkownika, został dowódcą 8 Brygady Piechoty.
Po demobilizacji pozostał w Wielkiej Brytanii. Zmarł 6 lutego 1962 w szkockim Dundee.
27 grudnia 1924 poślubił w Sanoku Zofię Barbarę Bezuchę (ur. 1902), córkę sędziego Augusta Bezuchy, siostrę m.in. Jana i Zygmunta – oficerów Wojska Polskiego, a świadkami na ich ślubie byli dowódca 2psp, płk Franciszek Stutzmann i miejscowy lekarz powiatowy, dr Józef Kurasiewicz. Ich synem był Kazimierz Bogacz (1926–1979), geolog, wykładowca akademicki.

## Ordery i odznaczenia
- Krzyż Srebrny Orderu Wojskowego Virtuti Militari nr 2463 (1921)[22]
- Krzyż Niepodległości (15 czerwca 1932)[23]
- Krzyż Kawalerski Orderu Odrodzenia Polski
- Krzyż Walecznych (czterokrotnie: po raz pierwszy w 1921)[24]
- Złoty Krzyż Zasługi (10 listopada 1928)[25]